# 碣石山 (河北)

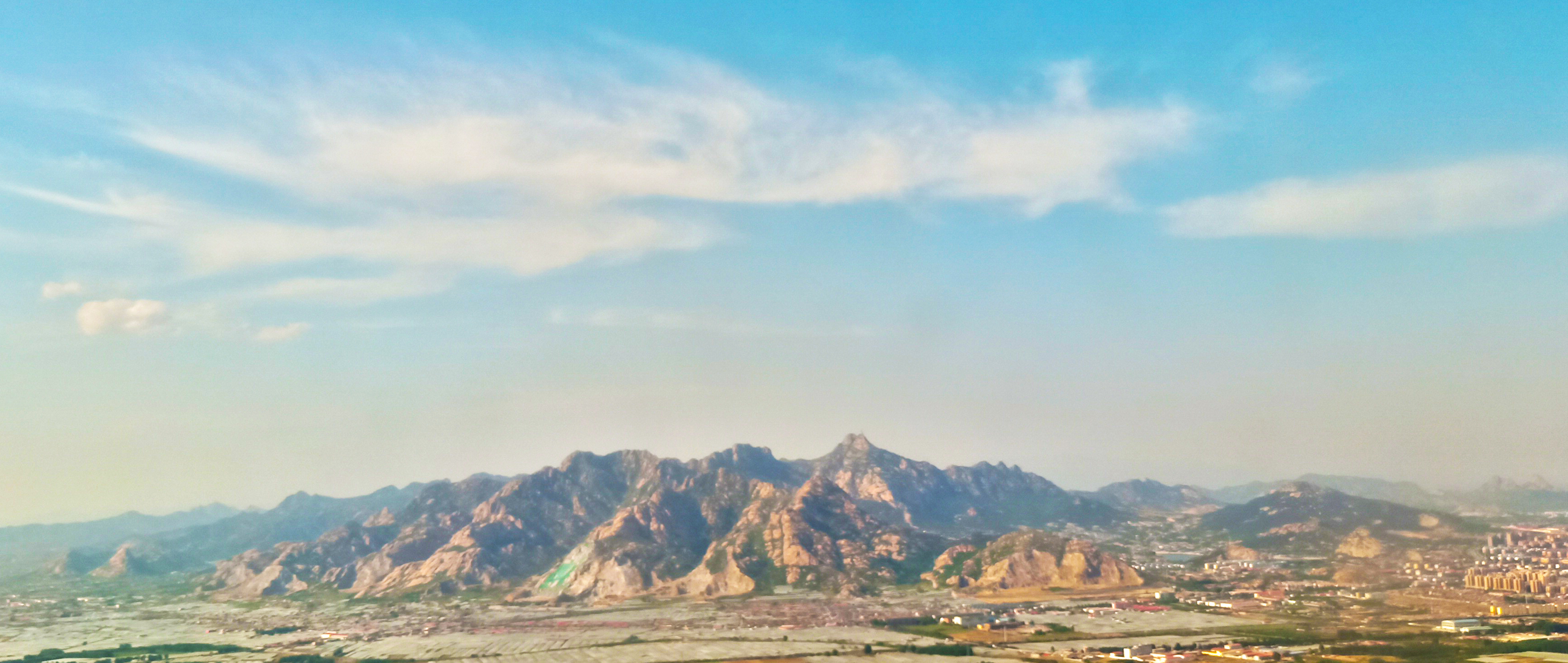
碣石山

碣石山是位於中華人民共和國河北省昌黎县城北的一座山，為燕山餘脈。它跨越昌黎、卢龙、抚宁三县，面积35平方公里。碣石山有上百座峰峦，碣石山主峰为仙台顶，俗称“娘娘顶”，海拔695米，顶尖呈圆柱形。碣石山的主峰仙台顶紧临渤海，東距渤海15公里，从远古时就被古人当成北方沿海地区重要的地理坐标，并被载入《山海经》和《尚书·禹贡》中。秦始皇、汉武帝、曹操以及北魏文成帝、北齐文宣帝、唐太宗等各代君主都曾登临此山。